# Campionati italiani di triathlon lungo del 2009
I Campionati italiani di triathlon lungo del 2009 sono stati organizzati dalla Federazione Italiana Triathlon e si sono tenuti a Candia Canavese in Piemonte, in data 17 maggio 2009.
Tra gli uomini ha vinto Sebastian Pedraza (Jhonny Tri Forhans), mentre la gara femminile è andata a Martina Dogana (Triathlon Cremona Stradivari).

## Risultati

### Élite uomini
| Pos. | Atleta              | Società sportiva           | Nuoto    | Bici     | Corsa    | Totale   |
| ---- | ------------------- | -------------------------- | -------- | -------- | -------- | -------- |
|      | Sebastian Pedraza   | Jhonny Tri Forhans         | 00:56:49 | 02:54:59 | 01:59:28 | 05:51:16 |
|      | Leonardo Simoncini  | Jhonny Tri Forhans         | 00:53:32 | 03:01:53 | 01:58:24 | 05:53:49 |
|      | Jean Marc Cattori   | Peperoncino Team           | 00:53:37 | 03:01:48 | 02:01:45 | 05:57:10 |
| 4    | Marco Quintavalle   | Fiamme Oro                 | 00:53:35 | 03:01:51 | 02:02:35 | 05:58:01 |
| 5    | Marcus Ornellas     | Peperoncino Team           | 00:51:47 | 03:03:39 | 02:06:10 | 06:01:36 |
| 6    | Andrea Vajente      | Jhonny Tri Forhans         | 00:50:21 | 03:05:15 | 02:06:04 | 06:01:40 |
| 7    | Gabriele Mazzetta   | Peperoncino Team           | 00:53:45 | 03:01:19 | 02:07:14 | 06:02:18 |
| 8    | Matteo Annovazzi    | Peperoncino Team           | 00:53:46 | 03:01:37 | 02:11:33 | 06:06:56 |
| 9    | Nazzareno Cipollini | Flipper Ascoli Piceno      | 01:01:42 | 03:05:37 | 02:03:13 | 06:10:32 |
| 10   | Stefano Troise      | Forum Posillipo            | 00:57:10 | 03:10:40 | 02:07:45 | 06:15:35 |
| 11   | Luigi Salvatori     | Galaxy Roma                | 00:58:36 | 03:16:43 | 02:01:12 | 06:16:31 |
| 12   | Luigi Bacco         | Happidea Triathlon         | 01:04:20 | 03:11:06 | 02:01:13 | 06:16:39 |
| 13   | Carlo Modonesi      | Steel Triathlon Bergamo    | 01:00:15 | 03:10:52 | 02:06:05 | 06:17:12 |
| 14   | Filippo Dal Maso    | Tri. Rari Nantes Marostica | 01:05:39 | 03:09:20 | 02:03:17 | 06:18:16 |
| 15   | Guido Esposito      | B2K Triathlon              | 00:57:17 | 03:10:01 | 02:12:24 | 06:19:42 |
| 16   | Ezio Amatucci       | Flipper Ascoli Piceno      | 01:04:16 | 03:11:02 | 02:05:36 | 06:20:54 |
| 17   | Massimo Torsani     | T.D. Rimini                | 01:05:32 | 03:09:52 | 02:06:32 | 06:21:56 |
| 18   | Alessandro Bossini  | SBR3 Triathlon             | 00:58:27 | 03:17:01 | 02:12:32 | 06:28:00 |
| 19   | Federico Banti      | Padova Nuoto Triathlon     | 00:57:52 | 03:12:32 | 02:17:57 | 06:28:21 |
| 20   | Riccardo Alvano     | T.D. Rimini                | 01:05:12 | 03:21:40 | 02:02:15 | 06:29:07 |

### Élite donne
| Pos. | Atleta              | Società sportiva             | Nuoto    | Bici     | Corsa    | Totale   |
| ---- | ------------------- | ---------------------------- | -------- | -------- | -------- | -------- |
|      | Martina Dogana      | Triathlon Cremona Stradivari | 00:58:40 | 03:20:29 | 02:08:01 | 06:27:10 |
|      | Valentina Filipetto | Esercito                     | 00:55:29 | 03:31:10 | 02:17:02 | 06:43:41 |
|      | Maria Alfonsa Sella | T.D. Rimini                  | 01:02:16 | 03:33:39 | 02:12:58 | 06:48:53 |
| 4    | Marta Miglioli      | Piacenza Triathlon Vivo      | 01:05:50 | 03:38:08 | 02:13:41 | 06:57:39 |
| 5    | Laura Mazzucco      | Alba Triathlon               | 01:14:39 | 03:33:16 | 02:18:54 | 07:06:49 |
| 6    | Daniela Pallaro     | Padova Triathlon             | 00:59:45 | 03:41:08 | 02:31:50 | 07:12:43 |
| 7    | Anna Quagliaro      | CUS Udine                    | 01:04:47 | 03:54:45 | 02:17:33 | 07:17:05 |
| 8    | Jacqueline White    | Torino 3                     | 01:05:44 | 03:51:13 | 02:29:25 | 07:26:22 |
| 9    | Alessandra Prezzi   | Triathlon Alto Adige         | 01:24:15 | 03:50:22 | 02:16:08 | 07:30:45 |
| 10   | Cinzia Tenchini     | Piacenza Triathlon Vivo      | 01:20:32 | 03:58:20 | 02:21:35 | 07:40:27 |
| 11   | Elisa Manente       | Torino 3                     | 01:09:45 | 03:40:48 | 02:53:26 | 07:43:59 |
| 12   | Gabi Winck          | Läufer Club Bozen            | 01:17:10 | 03:51:07 | 02:41:05 | 07:49:22 |
| 13   | Daniela Govoni      | CUS Ferrara                  | 01:18:15 | 03:48:53 | 02:46:21 | 07:53:29 |
| 14   | Tessa Caimi         | Pro Patria Acros             | 01:09:43 | 04:03:00 | 02:47:14 | 07:59:57 |
| 15   | Claudia Bordiga     | Peperoncino Team             | 01:16:19 | 03:54:58 | 02:53:03 | 08:04:20 |
| 16   | Valentina Capovilla | Padova Triathlon             | 01:09:46 | 04:01:52 | 02:53:26 | 08:05:04 |
| 17   | Rachele Panzeri     | Triathlon Lecco              | 01:15:18 | 03:55:48 | 02:56:07 | 08:07:13 |
| 18   | Virna Stavla        | Padova Triathlon             | 01:25:13 | 03:56:03 | 02:46:32 | 08:07:48 |
| 19   | Carla Tiburtini     | CUS Torino Triathlon         | 01:16:32 | 04:09:26 | 02:42:33 | 08:08:31 |
| 20   | Angela Vallarino    | Triathlon Genova             | 01:06:07 | 04:03:04 | 03:01:10 | 08:10:21 |